# Alexei Popyrin
Alexei Popyrin, né le 5 août 1999 à Sydney, est un joueur de tennis australien,  professionnel depuis 2016.

## Biographie
Né à Sydney de parents d'origine russe, Alexei Popyrin apprend à jouer au tennis dès l'âge de 4 ans à l'Académie de Kim Warwick. Mais c'est en Espagne, à Alicante qu'il développe son jeu depuis ses 10 ans. Il y côtoie Alex De Minaur, autre espoir du tennis australien.
Il parle couramment l'espagnol, le russe et l'anglais. Au niveau familial, il a un jeune frère, Anthony, qui joue également au tennis. Il s'entraîne à la Mouratoglou Tennis Academy depuis avril 2017.

### Parcours Junior
Actif sur le Circuit ITF Junior dès 2013, il remporte en 2017 les tournois de Casablanca, Milan (Trophée Bonfiglio), puis le Tournoi junior de Roland-Garros contre Nicola Kuhn. Il atteint alors la 2e place mondiale à l'issue du tournoi.

### Premier titre ITF
Il participe à des tournois du Circuit Future depuis fin 2016 et décroche son premier titre sur ce circuit en juillet 2017 à Mrągowo.
En août 2018, il remporte son premier titre Challenger à Jinan. Également présent sur le circuit ATP, il sort à deux reprises des qualifications et s'impose pour la première fois contre Matthew Ebden à Bâle. Il se révèle lors de l'Open d'Australie 2019 où, détenteur d'une invitation, il écarte Mischa Zverev en trois sets puis le no 8 mondial Dominic Thiem, contraint à l'abandon (7-5, 6-4, 2-0, ab.). Il ne s'incline contre Lucas Pouille qu'après une lutte en cinq sets (7-63, 6-3, 6-710, 4-6, 6-3).
Le 28 février 2021, Alexei Popyrin remporte son premier titre sur le circuit ATP lors du Singapore Tennis Open, battant en finale le Kazakh Alexander Bublik en trois sets (4-6, 6-0, 6-2).
Il remporte son second titre ATP à Umag, fin juillet 2023 après des victoires sur le Français Benjamin Bonzi (6-4, 7-5), le récent huitième de finaliste à Roland Garros Sebastian Ofner (6-4, 6-1), l'invité Dino Prižmić, 278e mondial (7-6, 7-5) et des succès difficiles en demi-finale contre l'Italien Matteo Arnaldi (6-7, 7-5, 6-3) et l'ancien champion et vainqueur de Roland Garros Stanislas Wawrinka (6-7, 6-3, 6-4).
Deux semaines plus tard, il profite d'un concours de circonstances pour atteindre les quarts de finale de Cincinnati. Battu en qualifications, il est repêché et joue Daniel Altmaier, lui aussi repêché. Il le bat difficilement (6-7, 6-4, 6-4) et profite du forfait de Nicolás Jarry pour filer directement en huitièmes de finale. Il franchit ce stade pour la première fois en disposant du Finlandais Emil Ruusuvuori (6-2, 1-6, 6-3). Pour son premier quart de finale en Masters 1000, il est vaincu par le Polonais Hubert Hurkacz (1-6, 6-7).
Il remporte son premier titre en Masters 1000, lors de l'Omnium Banque Nationale à Montréal le 12 août 2024 en battant en finale Andrey Rublev (6-2, 6-4), numéro six mondial. Il avait sorti deux autres membres du top 10 lors du tournoi, le Bulgare Grigor Dimitrov (4-6, 7-6, 6-3) en sauvant des balles de match ainsi que le numéro huit Hubert Hurkacz (3-6, 7-6, 7-5) en quarts de finale. Accédant à sa première demi-finale de Masters 1000, il y avait écarté un autre néophyte, l'Américain Sebastian Korda, vainqueur du tournoi de Washington quelques jours plus tôt (7-6, 6-3). Non tête de série, il a également dû affronter lors des deux premiers tours le Tchèque Tomáš Macháč (6-3, 6-4) et le jeune Ben Shelton, demi-finaliste à l'US Open l'année précédente (6-4, 7-6).
Il gagne ses deux premiers tour à l'US Open contre le Sud-Coréen Kwon Soon-woo (7-5, 6-2, 6-3) et l'Espagnol Pedro Martínez (6-2, 6-4, 6-0) pour et se permet ainsi d'affronter le tête de série numéro deux et légende Serbe Novak Djokovic. Face à celui qui l'a déjà sorti cette saison à l'Open d'Australie et Wimbledon, l'Australien remporte le match (6-4, 6-4, 2-6, 6-4) contre son adversaire, lui infligeant sa défaite la plus précoce depuis sept ans en Grand Chelem et obtenant sa première victoire sur un numéro deux mondial en carrière. Elle lui permet également d'accéder pour la deuxième fois de sa vie aux huitièmes de finale d'un Majeur. Il est battu au tour suivant par l'ancien demi-finaliste Frances Tiafoe (4-6, 6-7, 6-2, 3-6).
Il joue son deuxième quart de finale en Masters 1000 à l'aube de la saison sur terre battue à Monte-Carlo en avril 2025. Luttant et remontant le fil du match contre le Français Ugo Humbert (3-6, 7-6, 6-4), blessé à la main et l'Américain Frances Tiafoe (3-6, 6-3, 6-3), récent finaliste à Houston, il s'offre le finaliste de l'année passée et septième joueur mondial Casper Ruud (6-4, 3-6, 7-5) en sauvant deux balles de match. Impuissant contre l'ancien finaliste Alejandro Davidovich Fokina, il s'incline en deux manches (3-6, 2-6). Il remporte son premier match depuis six ans à Roland Garros sur abandon contre le Japonais Yoshihito Nishioka (7-5, 6-4, 1-2 ab.), puis confirme en ne lâchant aucune manche contre le Chilien Alejandro Tabilo (7-5, 6-3, 6-4) qui vient de gagner son premier match Porte d'Auteuil et le Portugais Nuno Borges (6-4, 7-6, 7-6), tombeur au tour précédent de l'ancien finaliste Casper Ruud. Accédant pour la deuxième fois de sa vie en deuxième semaine d'un Majeur, il tombe contre l'Américain Tommy Paul (3-6, 3-6, 3-6) en huitièmes de finale, qui n'avait lui aussi jamais atteint ce stade au Grand Chelem parisien.
Devant défendre son titre à l'Open du Canada, il démarre en sortant le très jeune invité Nicolas Arseneault (7-6, 6-3) puis se défait des griffes de l'ancien numéro un Daniil Medvedev (5-7, 6-4, 6-4) et renverse également le numéro neuf mondial Holger Rune (4-6, 6-2, 6-3). Malgré sa défaite contre la tête de série numéro une Alexander Zverev (7-6, 4-6, 3-6), il se hisse pour la première fois de sa carrière dans le Top 20 du classement ATP.

## Palmarès

### Titres en simple messieurs
| No | Date       | Nom et lieu du tournoi                               | Catégorie    | Dotation    | Surface      | Finaliste          | Score          |          |
| -- | ---------- | ---------------------------------------------------- | ------------ | ----------- | ------------ | ------------------ | -------------- | -------- |
| 1  | 22-02-2021 | Singapore Tennis Open, Singapour                     | ATP 250      | 300 000 $   | Dur (ext.)   | Alexander Bublik   | 4-6, 6-0, 6-2  | Parcours |
| 2  | 24-07-2023 | Plava Laguna Croatia Open Umag, Umag                 | ATP 250      | 562 815 €   | Terre (ext.) | Stanislas Wawrinka | 65-7, 6-3, 6-4 | Parcours |
| 3  | 06-08-2024 | Omnium Banque National présenté par Rogers, Montreal | Masters 1000 | 6 795 555 $ | Dur (ext.)   | Andrey Rublev      | 6-2, 6-4       | Parcours |

### Titre en double messieurs
| No | Date       | Nom et lieu du tournoi                     | Catégorie | Dotation    | Surface    | Partenaire   | Finalistes                    | Score              |          |
| -- | ---------- | ------------------------------------------ | --------- | ----------- | ---------- | ------------ | ----------------------------- | ------------------ | -------- |
| 1  | 24-02-2025 | Dubai Duty Free Tennis Championships Dubaï | ATP 500   | 3 237 670 $ | Dur (ext.) | Yuki Bhambri | Harri Heliövaara Henry Patten | 3-6, 7-612, [10-8] | Parcours |

## Parcours dans les tournois duGrand Chelem

### En simple
| Année | Open d'Australie | Open d'Australie   | Internationaux de France | Internationaux de France | Wimbledon       | Wimbledon        | US Open         | US Open           |
| ----- | ---------------- | ------------------ | ------------------------ | ------------------------ | --------------- | ---------------- | --------------- | ----------------- |
| 2018  | 1er tour (1/64)  | Tim Smyczek        | —                        | —                        | —               | —                | —               | —                 |
| 2019  | 3e tour (1/16)   | Lucas Pouille      | 2e tour (1/32)           | Laslo Djere              | 2e tour (1/32)  | Daniil Medvedev  | 3e tour (1/16)  | Matteo Berrettini |
| 2020  | 3e tour (1/16)   | Daniil Medvedev    | 1er tour (1/64)          | Lloyd Harris             | Annulé          | Annulé           | —               | —                 |
| 2021  | 2e tour (1/32)   | Lloyd Harris       | 1er tour (1/64)          | Rafael Nadal             | 1er tour (1/64) | Kei Nishikori    | 3e tour (1/16)  | Daniel Evans      |
| 2022  | 1er tour (1/64)  | Arthur Rinderknech | 1er tour (1/64)          | Fabio Fognini            | 1er tour (1/64) | Hugo Gaston      | 2e tour (1/32)  | Diego Schwartzman |
| 2023  | 3e tour (1/16)   | Ben Shelton        | 1er tour (1/64)          | Aslan Karatsev           | 1er tour (1/64) | Dominic Stricker | 1er tour (1/64) | Dominic Stricker  |
| 2024  | 2e tour (1/32)   | Novak Djokovic     | 1er tour (1/64)          | Thanasi Kokkinakis       | 3e tour (1/16)  | Novak Djokovic   | 1/8 de finale   | Frances Tiafoe    |
| 2025  | 1er tour (1/64)  | Corentin Moutet    | 1/8 de finale            | Tommy Paul               | 1er tour (1/64) | Arthur Fery      |                 |                   |

N.B. : à droite du résultat se trouve le nom de l'ultime adversaire.

### En double messieurs
| Année | Open d'Australie                                                                        | Open d'Australie                                                                         | Internationaux de France                                                                    | Internationaux de France                                                              | Wimbledon                                                                            | Wimbledon                                                                          | US Open | US Open |
| ----- | --------------------------------------------------------------------------------------- | ---------------------------------------------------------------------------------------- | ------------------------------------------------------------------------------------------- | ------------------------------------------------------------------------------------- | ------------------------------------------------------------------------------------ | ---------------------------------------------------------------------------------- | ------- | ------- |
| 2019  | 1/8 de finale Blake Ellis \|\| style="text-align:left;" \| Łukasz Kubot H. Zeballos     | —                                                                                        | —                                                                                           | —                                                                                     | —                                                                                    | —                                                                                  | —       |         |
| 2020  | 1er tour (1/32) Blake Ellis \|\| style="text-align:left;" \| Ivan Dodig Filip Polášek   | —                                                                                        | —                                                                                           | Annulé                                                                                | Annulé                                                                               | —                                                                                  | —       |         |
| 2021  | 1er tour (1/32) Andrew Harris \|\| style="text-align:left;" \| Laslo Djere S. Travaglia | 1er tour (1/32) J. Thompson \|\| style="text-align:left;" \| Tomislav Brkić Nikola Čačić | 2e tour (1/16) Lloyd Harris \|\| style="text-align:left;" \| Oliver Marach A.-U.-H. Qureshi | 1er tour (1/32) Tommy Paul \|\| style="text-align:left;" \| Jamie Murray Bruno Soares |                                                                                      |                                                                                    |         |         |
| 2022  | 1er tour (1/32) Lloyd Harris \|\| style="text-align:left;" \| J. S. Cabal Robert Farah  | —                                                                                        | —                                                                                           | —                                                                                     | —                                                                                    | 1er tour (1/32) John Peers \|\| style="text-align:left;" \| M. Arévalo J.-J. Rojer |         |         |
| 2023  | 2e tour (1/16) M. Polmans \|\| style="text-align:left;" \| R. Ram J. Salisbury          | 2e tour (1/16) I. Ivashka \|\| style="text-align:left;" \| L. Glasspool H. Heliövaara    | —                                                                                           | —                                                                                     | 1er tour (1/32) M. Fucsovics \|\| style="text-align:left;" \| P.-H. Herbert N. Mahut |                                                                                    |         |         |
| 2024  | 1er tour (1/32) T. Kokkinakis \|\| style="text-align:left;" \| A. Mies J.-P. Smith      | —                                                                                        | —                                                                                           | —                                                                                     | —                                                                                    | —                                                                                  | —       |         |

N.B. : le nom du partenaire se trouve sous le résultat ; les noms des ultimes adversaires se trouvent à droite.

### En double mixte
| Année | Open d'Australie                                                                       | Open d'Australie | Internationaux de France | Internationaux de France | Wimbledon | Wimbledon | US Open | US Open |
| ----- | -------------------------------------------------------------------------------------- | ---------------- | ------------------------ | ------------------------ | --------- | --------- | ------- | ------- |
| 2019  | 1er tour (1/16) Priscilla Hon \|\| style="text-align:left;" \| G. Dabrowski Mate Pavić | —                | —                        | —                        | —         | —         | —       |         |

N.B. : le nom de la partenaire se trouve sous le résultat ; les noms des ultimes adversaires se trouvent à droite.

## Parcours dans lesMasters 1000
| Année | Indian Wells       | Miami                    | Monte-Carlo                 | Madrid                 | Rome                   | Canada                  | Cincinnati               | Shanghai            | Paris                      |
| ----- | ------------------ | ------------------------ | --------------------------- | ---------------------- | ---------------------- | ----------------------- | ------------------------ | ------------------- | -------------------------- |
| 2019  | 2e tour J. Isner   | —                        | 1er tour G. Simon           | —                      | —                      | —                       | —                        | —                   | —                          |
|       |                    |                          |                             |                        |                        |                         |                          |                     |                            |
| 2021  | 2e tour H. Hurkacz | 3e tour D. Medvedev      | 2e tour L. Pouille          | 1/8 de finale R. Nadal | —                      | —                       | —                        | n.o.                | 1/8 de finale J. Duckworth |
| 2022  | 1er tour T. Macháč | 2e tour M. Čilić         | —                           | —                      | —                      | —                       | —                        | n.o.                | —                          |
| 2023  | 2e tour H. Hurkacz | 2e tour v. d. Zandschulp | 2e tour N. Jarry            | 1er tour Q. Halys      | 1/8 de finale H. Rune  | —                       | 1/4 de finale H. Hurkacz | 1er tour M. Arnaldi | 1er tour N. Jarry          |
| 2024  | —                  | 3e tour F. Marozsán      | 1/8 de finale A. de Minaur  | 1er tour M. Navone     | 1er tour H. Medjedović | Victoire A. Rublev      | 1er tour G. Monfils      | 3e tour G. Dimitrov | 1/8 de finale K. Khachanov |
| 2025  | 3e tour M. Giron   | 2e tour R. Safiullin     | 1/4 de finale A. Davidovich | 2e tour A. Bublik      | 3e tour D. Medvedev    | 1/4 de finale A. Zverev | 3e tour A. Rublev        |                     |                            |

N.B. : sous le résultat se trouve le nom de l’ultime adversaire.

## Parcours auxJeux olympiques

### En simple messieurs
| # | Date       | Nom de l'olympiade         | Surface             | Résultat      | Ultimes adversaire | Score    |          |
| - | ---------- | -------------------------- | ------------------- | ------------- | ------------------ | -------- | -------- |
| 1 | 27/07/2024 | Olympic Tennis Event Paris | Terre battue (ext.) | 1/8 de finale | Alexander Zverev   | 7-5, 6-3 | Parcours |

### En double messieurs
| # | Date       | Nom de l'olympiade         | Surface             | Résultat        | Partenaire     | Ultimes adversaires        | Score    |          |
| - | ---------- | -------------------------- | ------------------- | --------------- | -------------- | -------------------------- | -------- | -------- |
| 1 | 27/07/2024 | Olympic Tennis Event Paris | Terre battue (ext.) | 1er tour (1/16) | Alex de Minaur | Austin Krajicek Rajeev Ram | 6-2, 6-3 | Parcours |

## Victoires sur le top 10
Toutes ses victoires sur des joueurs classés dans le top 10 de l'ATP lors de la rencontre.
| Légende      |
| Grand Chelem |
| Masters 1000 |
| ATP 500      |
| ATP 250      |
| Coupe Davis  |

| #  | A.P.   | Tournoi          | Année | Surface      | Adversaire            | Rang  | Tour   | Score                      |
| -- | ------ | ---------------- | ----- | ------------ | --------------------- | ----- | ------ | -------------------------- |
| 1  | no 149 | Open d'Australie | 2019  | Dur          | Dominic Thiem         | no 8  | 1/32   | 7-5, 6-4, 2-0 ab.          |
| 2  | no 71  | Paris-Bercy      | 2021  | Dur (int.)   | Stéfanos Tsitsipás    | no 3  | 1/16   | 4-2 ab.                    |
| 3  | no 120 | Adélaïde         | 2023  | Dur          | Félix Auger-Aliassime | no 6  | 1/16   | 6-4, 7-65                  |
| 4  | no 113 | Open d'Australie | 2023  | Dur          | Taylor Fritz          | no 9  | 1/32   | 64-7, 7-62, 6-4, 66-7, 6-2 |
| 5  | no 77  | Rome             | 2023  | Terre battue | Félix Auger-Aliassime | no 10 | 1/32   | 6-4, 4-6, 7-5              |
| 6  | no 46  | Monte-Carlo      | 2024  | Terre battue | Andrey Rublev         | no 6  | 1/16   | 6-4, 6-4                   |
| 7  | no 62  | Montréal         | 2024  | Dur          | Grigor Dimitrov       | no 10 | 1/8    | 4-6, 7-65, 6-3             |
| 8  | no 62  | Montréal         | 2024  | Dur          | Hubert Hurkacz        | no 6  | 1/4    | 3-6, 7-65, 7-5             |
| 9  | no 62  | Montréal         | 2024  | Dur          | Andrey Rublev         | no 8  | Finale | 6-4, 6-2                   |
| 10 | no 28  | US Open          | 2024  | Dur          | Novak Djokovic        | no 2  | 1/16   | 6-4, 6-4, 2-6, 6-4         |
| 11 | no 24  | Paris-Bercy      | 2024  | Dur (int.)   | Daniil Medvedev       | no 5  | 1/16   | 6-4, 2-6, 7-64             |
| 12 | no 27  | Monte-Carlo      | 2025  | Terre battue | Casper Ruud           | no 7  | 1/8    | 6-4, 3-6, 7-5              |
| 13 | no 26  | Toronto          | 2025  | Dur          | Holger Rune           | no 9  | 1/8    | 4-6, 6-2, 6-3              |

## Classements ATP en fin de saison
| Année          | 2016 | 2017 | 2018 | 2019 | 2020 | 2021 | 2022 | 2023 | 2024 |
| Rang en simple | 1164 | 719  | 148  | 97   | 113  | 61   | 121  | 40   | 24   |
| Rang en double | 1597 | –    | 1414 | 279  | 1185 | 336  | 466  | 259  | 864  |

Source : (en) Classements de Alexei Popyrin sur le site officiel de la Fédération internationale de tennis